# Johan Ramberg
Johan Fredrik Ramberg, född 14 februari 1901 i Gustavi församling i Göteborg, död 21 augusti 1981 i Marbella i Spanien, var en svensk jurist och näringslivsperson.
Johan Ramberg var son till förrådsintendenten Janne Ramberg (1839–1929) och Mary Rhedin (1870–1921). Efter studentexamen i Göteborg 1919 och akademiska studier blev han juris kandidat vid Uppsala universitet 1922. Han var extra ordinarie notarie i Göta hovrätt och Svea hovrätt 1922 varefter han gjorde sin tingstjänstgöring 1923–1926. Han fick anställning vid Dr Philip Lemans advokatbyrå i Göteborg 1926, blev ledamot av Advokatsamfundet (LSA) 1928 och bedrev egen advokatverksamhet i Göteborg från 1945. Hans advokatfirma gick senare samman med andra firmor och hade på 1980-talet namnet Vinge, Ramberg & Dahlin. Johan Ramberg, som var affärs- och sjörättsjurist, företrädde främst rederiintressen.
Han var ordförande i Svenska Advokatsamfundets västra avdelning 1947–1949. Ramberg var styrelseordförande i AB Fortia 1968, Adaco AB, Blidberg, Metcalfe & Co AB, Mellander & Ericsson AB, Sundsvalls fryseri AB "Cold Stores", Tetley Tea Corp AB, Västsveriges kylhus AB "Cold Stores" och AB Värnamo Bryggeri. Han var styrelseledamot i Göteborgs kexfabrik AB, Apotekarnes Droghandel AB (ADA), AB CTC, Adolf Bratt & Co AB, Rederi AB Götha med flera.
Ramberg var stormästare för Sverige i Ordenssällskapet W:6. Han var riddare av Vasaorden (RVO). Som filatelist ägde han en tid det berömda frimärket Gul tre skilling banco.
Johan Ramberg gifte sig 1927 med Edith Olsson (1899–1981), omgift Svenonius. De fick dottern Solveig Stenberg (1928–2012) och sonen Jan Ramberg (1932–2018), advokat och professor. Han gifte sedan om sig 1946 med Astri Engström (1909–2002), dotter till fabrikör Walfrid Engström och Elna Bergström. De fick sonen Fredrik Ramberg (född 1949), advokat, som  varit gift med advokaten Anne Ramberg.
Ramberg är begravd i släktgrav på Göteborgs östra kyrkogård.